# Mastrycht
| System                         | Oddział  | Piętro    | Wiek (mln lat) |
| ------------------------------ | -------- | --------- | -------------- |
| Paleogen                       | Paleocen | Dan       | młodsze        |
| Kreda                          | Górna    | Mastrycht | 66,0–72,1      |
| Kreda                          | Górna    | Kampan    | 72,1–83,6      |
| Kreda                          | Górna    | Santon    | 83,6–86,3      |
| Kreda                          | Górna    | Koniak    | 86,3–89,8      |
| Kreda                          | Górna    | Turon     | 89,8–93,9      |
| Kreda                          | Górna    | Cenoman   | 93,9–100,5     |
| Kreda                          | Dolna    | Alb       | 100,5–113,0    |
| Kreda                          | Dolna    | Apt       | 113,0–125,0    |
| Kreda                          | Dolna    | Barrem    | 125,0–129,4    |
| Kreda                          | Dolna    | Hoteryw   | 129,4–132,9    |
| Kreda                          | Dolna    | Walanżyn  | 132,9–139,8    |
| Kreda                          | Dolna    | Berrias   | 139,8–145,0    |
| Jura                           | Górna    | Tyton     | starsze        |
| Podział według IUGS, luty 2017 |          |           |                |

 Mastrycht  (ang. Maastrichtian)
- w sensie geochronologicznym – szósty, najmłodszy, wiek późnej kredy, trwający około 6,1 milionów lat (od 72,1 ± 0,2 do 66,0 mln lat temu). Mastrycht jest młodszy od kampanu a starszy od danu (paleocen).

- w sensie chronostratygraficznym – szóste, najwyższe, piętro górnej kredy, wyższe od kampanu a niższe od danu.

Stratotyp dolnej granicy mastrychtu znajduje się w Tercis les Bains nad rzeką Adour (Landes, Francja). Granica opiera się na pierwszym wystąpieniu amonita Pachydiscus neubergicus (Hauer, 1858).
Nazwa pochodzi od miasta Maastricht w Limburgii (Holandia).
Był to ostatni okres, w którym żyły nieptasie dinozaury, pterozaury, plezjozaury i mozazaury.

## Fauna kręgowa

### Ssaki
| Ssaki mastrychtu  | Ssaki mastrychtu | Ssaki mastrychtu | Ssaki mastrychtu                                                          | Ssaki mastrychtu |
| Takson            | Występowanie     | Miejsce          | Opis                                                                      | Grafika          |
| ----------------- | ---------------- | ---------------- | ------------------------------------------------------------------------- | ---------------- |
| - †Didelphodon    | Montana          |                  | Jeden z największych mezozoicznych ssaków.                                |                  |
| - †Purgatorius    | Montana          |                  | Uważany za najwcześniejszego przedstawiciela naczelnych lub Primatomorpha |                  |
| - †Zalambdalestes | Mongolia         |                  |                                                                           |                  |

### Ptaki
| Ptaki mastrychtu                               | Ptaki mastrychtu | Ptaki mastrychtu | Ptaki mastrychtu | Ptaki mastrychtu |
| Takson                                         | Występowanie     | Miejsce          | Opis | Grafika          |
| ---------------------------------------------- | ---------------- | ---------------- | --- | ---------------- |
| - †Anatalavis 1. †Anatalavis rex               |                  |                  | Rodzaj ptaków spokrewnionych ze współczesnymi kaczkami i gęsiami. Znaleziony w formacji Hornerstone w New Jersey. Starszy z dwóch znanych gatunków Anatalavis. Młodszy, z wczesnego eocenu Londynu, nosi nazwę A. oxfordi.                                              |                  |
| - †Avisaurus 1. †Avisaurus archibaldi          |                  |                  | Rodzaj drapieżnego ptaka. Obejmuje dwa gatunki, oba występujące w mastrychcie. Gatunek typowy, Avisaurus archibaldi, został odkryty w formacji Hell Creek w stanie Montana.                                                                                             |                  |
| - †Canadaga 1. †Canadaga arctica               |                  |                  | Monotypowy rodzaj nielotnego uzębionego morskiego ptaka, spokrewniony z hesperornisem. Był to duży ptak (ponad 1,5 m długości) żyjący w płytkich wodach na terenach dzisiejszej północnej Kanady.                                                                       |                  |
| - †Ceramornis 1. †Ceramornis major             |                  |                  | Przedstawiciel siewkowych z formacji Lance Creek. Jego relacje ewolucyjne są niejasne. Znany jedynie z niekompletnej kości kruczej C. major jest jedynym znanym gatunkiem z rodzaju Ceramornis.                                                                         |                  |
| - †"Cimolopteryx"                              |                  |                  | Rodzaj siewkowatych z formacji Lance Creek w stanie Wyoming. |                  |
| - †Enantiornis 1. †Enantiornis leali           |                  |                  | Rodzaj ptaka drapieżnego odkryty w Argentynie. Prawdopodobnie spokrewniony z Avisaurus. Metrowej długości przypominający orła drapieżca, jedyny znany gatunek rodzaju to Enantiornis leali.                                                                             |                  |
| - †Gargantuavis 1. †Gargantuavis philoinos     |                  |                  | Rodzaj dużych nielotów podobnych do bezgrzebieniowych. Jaja przypisywane wcześniej tytanozaurom mogą w rzeczywistości należeć do przedstawicieli Gargantuavis. Znany z terenów dzisiejszej Francji Gargantuavis philoinos jest jedynym znanym gatunkiem rodzaju.        |                  |
| - †Graculavus                                  |                  |                  | |                  |
| - †Hesperornis                                 |                  |                  | Duży wodny nurkujący ptak z zębami, szczątkowymi skrzydłami i płatowatymi palcami. Odkryty w Kansas przez Marsha podczas wojny o kości. |                  |
| - †Judinornis 1. †Judinornis nogontsavensis    |                  |                  | Stosunkowo prymitywny rodzaj spokrewniony z hesperornisem. Ten uzębiony nielotny ptak żył w wodach słodkich, w przeciwieństwie do swych krewnych. Jedyny znany gatunek rodzaju to Judinornis nogontsavensis. Żył w estuariach i rzekach gór formacji Nemegt w Mongolii. |                  |
| - †Laornis 1. †Laornis edvardsianus            |                  |                  | |                  |
| - †Lectavis - †Lectavis bretincola             |                  |                  | Rodzaj ptaka brodzącego o niepewnej pozycji systematycznej, przypominał wielkością i budową nóg współczesnego kulika. Jedyny znany gatunek, żył w Argentynie |                  |
| - †Neogaeornis 1. †Neogaeornis wetzeli         |                  |                  | Ptak morski z Chile. Miał śródstopie ptaka nurkującego z pomocą nóg, ale jego pokrewieństwo jest nieznane. Jedyny znany gatunek żył na granicy kampanu i mastrychtu. |                  |
| - †Palaeotringa                                |                  |                  | |                  |
| - †Palintropus 1. †Palintropus retusus         |                  |                  | |                  |
| - †Potamornis 1. †Potamornis skutchi           |                  |                  | Rodzaj ptaków z formacji Lance Creek spokrewniony z hesperornisem. Typowy (i jedyny znany gatunek) otrzymał epitet na cześć doktora Alexandra F. Skutcha. Odkryte szczątki obejmują tylko prawą kość kwadratową i fragmenty szkieletu pozaczaszkowego.                  |                  |
| - †Telmatornis                                 |                  |                  | |                  |
| - †Tytthostonyx 1. †Tytthostonyx glauconiticus |                  |                  | |                  |
| - †Vegavis 1. †Vegavis iaai                    |                  |                  | Krewny współczesnych kaczek i gęsi. Jedyny znany gatunek rodzaju, Vegavis iaai, jest znany ze skamieniałości jednego osobnika odkrytych na Antarktydzie. |                  |

### †Teropody(nie-ptasie)
| †Nie-ptasie teropody mastrychtu                      | †Nie-ptasie teropody mastrychtu | †Nie-ptasie teropody mastrychtu                | †Nie-ptasie teropody mastrychtu | †Nie-ptasie teropody mastrychtu |
| Takson                                               | Występowanie                    | Miejsce                                        | Opis | Grafika                         |
| ---------------------------------------------------- | ------------------------------- | ---------------------------------------------- | --- | ------------------------------- |
| - †Abelisaurus 1. †Abelisaurus comahuensis           |                                 | Formacja Allen?, Formacja Anacleto?, Argentyna | Dwunożny drapieżnik osiągający prawdopodobnie 7–9 m długości; znany jedynie z jednej niekompletnej czaszki |                                 |
| - †Adasaurus 1. †Adasaurus mongoliensis              |                                 | Formacja Nemegt, Mongolia                      | Dromeozauryd, osiągający prawdopodobnie około 2,5 m długości, wyróżniający się stosunkowo małymi pazurami na drugich palcach stóp. |                                 |
| - †Albertosaurus 1. †Albertosaurus sarcophagus       |                                 |                                                | |                                 |
| - †Alioramus 1. †Alioramus remotus                   |                                 |                                                | |                                 |
| - †Anserimimus 1. †Anserimimus planinychus           |                                 |                                                | |                                 |
| - †Atrociraptor 1. †Atrociraptor marshalli           |                                 |                                                | |                                 |
| - †Bagaraatan 1. †Bagaraatan ostromi                 |                                 |                                                | |                                 |
| - †Bahariasaurus 1. †Bahariasaurus ingens            |                                 |                                                | |                                 |
| - †Borogovia 1. †Borogovia gracilicrus               |                                 |                                                | Słabo poznany rodzaj mierzącego około 1,8 m drapieżnika z rodziny troodontów. Jego szczątki odnaleziono w Mongolii. Zawdzięcza swą nazwę „borogom” (ang. „borogoves”) z wiersza Jabberwocky Lewisa Carrolla. Znany jedynie z niekompletnych kończyn przednich.                                        |                                 |
| - †Bradycneme 1. †Bradycneme draculae                |                                 |                                                | Dawniej uważany za wielką sowę. Jego nazwa znaczy „zły wolnostop”. Znaleziony w Transylwanii, aluzja do hrabiego Drakuli może być zamierzona. |                                 |
| - †Carnotaurus 1. †Carnotaurus sastrei               |                                 |                                                | Duży, mierzący około 10 m długości drapieżnik, żyjący na terenie dzisiejszej Argentyny. Carnotaurus cechował się krótkim pyskiem, niewielkimi różkami nad oczami i bardzo krótkimi kończynami przednimi. Znany z jednego kompletnego szkieletu oraz odcisków skóry dowodzących, że nie był opierzony. |                                 |
| - †Chirostenotes                                     |                                 |                                                | |                                 |
| - †Deinocheirus 1. †Deinocheirus mirificus           |                                 |                                                | |                                 |
| - †Dromaeosaurus                                     |                                 |                                                | |                                 |
| - †Dromiceiomimus 1. †Dromiceiomimus brevitertius    |                                 |                                                | |                                 |
| - †Dryptosaurus 1. †Dryptosaurus aquilunguis         |                                 |                                                | |                                 |
| - †Elmisaurus 1. †Elmisaurus rarus                   |                                 |                                                | |                                 |
| - †Elopteryx 1. †Elopteryx nopcsai                   |                                 |                                                | |                                 |
| - †Erliansaurus 1. †Erliansaurus bellamanus          |                                 |                                                | |                                 |
| - †Euronychodon 1. †Euronychodon portucalensis       |                                 |                                                | |                                 |
| - †Gallimimus 1. †Gallimimus bullatus                |                                 |                                                | |                                 |
| - †Heptasteornis 1. †Heptasteornis andrewsi          |                                 |                                                | |                                 |
| - †Laevisuchus 1. †Laevisuchus indicus               |                                 |                                                | |                                 |
| - †Majungasaurus 1. †Majungasaurus crenatissimus     |                                 |                                                | |                                 |
| - †Masiakasaurus 1. †Masiakasaurus knopfleri         |                                 |                                                | |                                 |
| - †Nanotyrannus 1. †Nanotyrannus lancensis           |                                 |                                                | Może być młodym osobnikiem Tyrannosaurus lub innego rodzaju Tyrannosauridae. |                                 |
| - †Noasaurus 1. †Noasaurus leali                     |                                 |                                                | |                                 |
| - †Nomingia 1. †Nomingia gobiensis                   |                                 |                                                | |                                 |
| - †Ornithomimus                                      |                                 |                                                | |                                 |
| - †Paronychodon 1. †Paronychodon lacustris           |                                 |                                                | |                                 |
| - †Pyroraptor 1. †Pyroraptor olympius                |                                 |                                                | |                                 |
| - †Qianzhousaurus                                    |                                 | Formacja Nanxiong, Chiny                       | |                                 |
| - †Richardoestesia                                   |                                 |                                                | |                                 |
| - †Saurornitholestes                                 |                                 |                                                | |                                 |
| - †Struthiomimus 1. †Struthiomimus altus             |                                 |                                                | |                                 |
| - †Tarbosaurus 1. †Tarbosaurus bataar                |                                 |                                                | |                                 |
| - †Therizinosaurus 1. †Therizinosaurus cheloniformis |                                 |                                                | |                                 |
| - †Tochisaurus 1. †Tochisaurus nemegtensis           |                                 |                                                | |                                 |
| - †Troodon 1. †Troodon formosus                      |                                 |                                                | |                                 |
| - †Tyrannosaurus 1. †Tyrannosaurus rex               |                                 |                                                | |                                 |
| - †Variraptor 1. †Variraptor mechinorum              |                                 |                                                | |                                 |

### †Zauropody
| †Zauropody mastrychtu                                    | †Zauropody mastrychtu | †Zauropody mastrychtu               | †Zauropody mastrychtu                              | †Zauropody mastrychtu |
| Takson                                                   | Występowanie          | Miejsce                             | Opis                                               | Grafika               |
| -------------------------------------------------------- | --------------------- | ----------------------------------- | -------------------------------------------------- | --------------------- |
| - †Alamosaurus 1. †Alamosaurus sanjuanensis              |                       |                                     |                                                    |                       |
| - †Antarctosaurus                                        |                       |                                     |                                                    |                       |
| - †Argyrosaurus 1. †Argyrosaurus superbus                |                       |                                     |                                                    |                       |
| - †Bruhathkayosaurus                                     |                       |                                     | Bruhathkayosaurus mógł być największym dinozaurem. |                       |
| - †Campylodoniscus 1. †Campylodoniscus ameghinoi         |                       |                                     |                                                    |                       |
| - †Hypselosaurus 1. †Hypselosaurus priscus               |                       | Grès à Reptiles, Francja; Hiszpania |                                                    |                       |
| - †Isisaurus 1. †Isisaurus colberti                      |                       | Indie                               |                                                    |                       |
| - †Jainosaurus 1. †Jainosaurus septentrionalis           |                       |                                     |                                                    |                       |
| - †Laplatasaurus 1. †Laplatasaurus araukanicus           |                       |                                     |                                                    |                       |
| - †Magyarosaurus 1. †Magyarosaurus dacus                 |                       |                                     |                                                    |                       |
| - †Opisthocoelicaudia 1. †Opisthocoelocaudia skarzynskii |                       |                                     |                                                    |                       |
| - †Saltasaurus 1. †Saltasaurus loricatus                 |                       |                                     |                                                    |                       |
| - †Titanosaurus 1. †Titanosaurus indicus                 |                       |                                     |                                                    |                       |

### †Ceratopsy
| †Ceratopsy mastrychtu                                           | †Ceratopsy mastrychtu | †Ceratopsy mastrychtu | †Ceratopsy mastrychtu | †Ceratopsy mastrychtu |
| Takson                                                          | Występowanie          | Miejsce               | Opis                  | Grafika               |
| --------------------------------------------------------------- | --------------------- | --------------------- | --------------------- | --------------------- |
| - †Anchiceratops 1. †Anchiceratops ornatus                      |                       |                       |                       |                       |
| - †Arrhinoceratops 1. †Arrhinoceratops brachyops                |                       |                       |                       |                       |
| - †Nedoceratops 1. †Nedoceratops hatcheri                       |                       |                       |                       |                       |
| - †Eotriceratops 1. †Eotriceratops xerinsularis                 |                       |                       |                       |                       |
| - †Leptoceratops 1. †Leptoceratops gracilis                     |                       |                       |                       |                       |
| - †Montanoceratops 1. †Montanoceratops cerorhynchos             |                       |                       |                       |                       |
| - †Ojoceratops 1. †Ojoceratops fowleri                          |                       |                       |                       |                       |
| - †Pachyrhinosaurus 1. †Pachyrhinosaurus canadensis             |                       |                       |                       |                       |
| - †Pentaceratops                                                |                       | - Formacja Kirtland   |                       |                       |
| - †Tatankaceratops 1. †Tatankaceratops sacrisonorum             |                       |                       |                       |                       |
| - †Torosaurus 1. †Torosaurus latus                              |                       |                       |                       |                       |
| - †Triceratops 1. †Triceratops horridus 2. †Triceratops prorsus |                       | USA                   |                       |                       |

### †Pachycefalozaury
| †Pachycefalozaury mastrychtu                                                                                             | †Pachycefalozaury mastrychtu | †Pachycefalozaury mastrychtu | †Pachycefalozaury mastrychtu | †Pachycefalozaury mastrychtu |
| Takson | Występowanie                 | Miejsce                      | Opis                         | Grafika                      |
| --- | ---------------------------- | ---------------------------- | ---------------------------- | ---------------------------- |
| - †Dracorex 1. †Dracorex hogwartsia                                                                                      |                              |                              |                              |                              |
| - †Pachycephalosaurus 1. †Pachycephalosaurus wyomingensis                                                                |                              |                              |                              |                              |
| - †Prenocephale 1. †Prenocephale prenes 2. †Prenocephale brevis 3. †Prenocephale edmontonensis 4. †Prenocephale goodwini |                              |                              |                              |                              |
| - †Sphaerotholus 1. †Sphaerotholus bucholtzae                                                                            |                              |                              |                              |                              |
| - †Stygimoloch 1. †Stygimoloch spinifer                                                                                  |                              |                              |                              |                              |

### †Ornitopody
| †Ornitopody mastrychtu                                                                                  | †Ornitopody mastrychtu | †Ornitopody mastrychtu | †Ornitopody mastrychtu | †Ornitopody mastrychtu |
| Takson                                                                                                  | Występowanie           | Miejsce                | Opis                   | Grafika                |
| --- | ---------------------- | ---------------------- | ---------------------- | ---------------------- |
| - †Amurosaurus 1. †Amurosaurus riabinini                                                                |                        |                        |                        |                        |
| - †Anasazisaurus 1. †Anasazisaurus horneri                                                              |                        |                        |                        |                        |
| - †Anatotitan 1. †Anatotitan copei                                                                      |                        |                        |                        |                        |
| - †Barsboldia 1. †Barsboldia sicinskii                                                                  |                        |                        |                        |                        |
| - †Bugenasaura 1. †Bugenasaura infernalis                                                               |                        |                        |                        |                        |
| - †Charonosaurus 1. †Charonosaurus jiayinensis                                                          |                        |                        |                        |                        |
| - †Edmontosaurus 1. †Edmontosaurus regalis 2. †Edmontosaurus annectens 3. †Edmontosaurus sakatchewansis |                        |                        |                        |                        |
| - †Gilmoreosaurus                                                                                       |                        |                        |                        |                        |
| - †Hypacrosaurus 1. †Hypacrosaurus altispinus                                                           |                        |                        |                        |                        |
| - †Kerberosaurus 1. †Kerberosaurus manakini                                                             |                        |                        |                        |                        |
| - †Koutalisaurus 1. †Koutalisaurus kohlerorum                                                           |                        |                        |                        |                        |
| - †Microhadrosaurus 1. †Microhadrosaurus nanshiungensis                                                 |                        |                        |                        |                        |
| - †Nanningosaurus 1. †Nanningosaurus dashiensis                                                         |                        |                        |                        |                        |
| - †Olorotitan 1. †Olorotitan arhanensis                                                                 |                        |                        |                        |                        |
| - †Orthomerus 1. †Orthomerus dolloi                                                                     |                        |                        |                        |                        |
| - †Pararhabdodon 1. †Pararhabdodon isonensis                                                            |                        |                        |                        |                        |
| - †Parksosaurus 1. †Parksosaurus warreni                                                                |                        |                        |                        |                        |
| - †Rhabdodon 1. †Rhabdodon priscus 2. †Rhabdodon septimanicus                                           |                        |                        |                        |                        |
| - †Sahaliyania 1. †Sahaliyania elunchunorum                                                             |                        |                        |                        |                        |
| - †Saurolophus 1. †Saurolophus osborni                                                                  |                        |                        |                        |                        |
| - †Secernosaurus 1. †Secernosaurus koerneri                                                             |                        |                        |                        |                        |
| - †Shantungosaurus 1. †Shantungosaurus giganteus                                                        |                        |                        |                        |                        |
| - †Tanius 1. †Tanius sinensis                                                                           |                        |                        |                        |                        |
| - †Talenkauen 1. †Talenkauen santacrucensis                                                             |                        |                        |                        |                        |
| - †Telmatosaurus 1. †Telmatosaurus transsylvanicus                                                      |                        |                        |                        |                        |
| - †Thescelosaurus 1. †Thescelosaurus neglectus                                                          |                        |                        |                        |                        |
| - †Thespesius 1. †Thespesius occidentalis                                                               |                        |                        |                        |                        |
| - †Wulagasaurus 1. †Wulagasaurus dongi                                                                  |                        |                        |                        |                        |
| - †Zalmoxes 1. †Zalmoxes robustus 2. †Zalmoxes shqiperorum                                              |                        |                        |                        |                        |

### †Ankylozaury
| †Ankylozaury mastrychtu                        | †Ankylozaury mastrychtu | †Ankylozaury mastrychtu                    | †Ankylozaury mastrychtu | †Ankylozaury mastrychtu |
| Takson                                         | Występowanie            | Miejsce                                    | Opis | Grafika                 |
| ---------------------------------------------- | ----------------------- | ------------------------------------------ | --- | ----------------------- |
| - †Ankylosaurus 1. †Ankylosaurus magniventris  | Potwierdzone            | - Formacja Hell Creek                      | Największy ankylozaur |                         |
| - †Edmontonia                                  | Kampan do mastrychtu    | Formacja Horseshoe Canyon, Alberta, Kanada | Masywny nodozaur mierzący około 6,6 m długości i 2 m wysokości. Miał małe, nierówne kostne płytki na grzbiecie i głowie oraz ostre kolce na grzbiecie i ogonie. Cztery największe kolce wyrastały z ramion po każdej stronie, dwa z nich dzieliły się u niektórych gatunków na części. Widziana z góry czaszka miała kształt gruszki. |                         |
| - †Euoplocephalus 1. †Euoplocephalus tutus     |                         |                                            | |                         |
| - †Glyptodontopelta 1. †Glyptodontopelta mimus |                         |                                            | |                         |
| - †Struthiosaurus                              |                         |                                            | |                         |
| - †Tarchia 1. †Tarchia giganteaus              |                         |                                            | |                         |

### †Pterozaury
| †Pterozaury mastrychtu                         | †Pterozaury mastrychtu | †Pterozaury mastrychtu                                                                                  | †Pterozaury mastrychtu | †Pterozaury mastrychtu |
| Takson                                         | Występowanie           | Miejsce                                                                                                 | Opis                   | Grafika                |
| ---------------------------------------------- | ---------------------- | --- | ---------------------- | ---------------------- |
| - †Hatzegopteryx 1. †Hatzegopteryx thambema    |                        | Formacja Densus-Ciula, Rumunia, jeden z największych znanych pterozaurów (rozpiętość skrzydeł ok. 12 m) |                        |                        |
| - †Nyctosaurus 1. †N. lamegoi 2. †N. gracilis  |                        | Ameryka Północna                                                                                        |                        |                        |
| - †Quetzalcoatlus 1. †Quetzalcoatlus northropi |                        | Ameryka Północna, jeden z największych znanych pterozaurów (rozpiętość skrzydeł ok. 10 m)               |                        |                        |

### Krokodyle
| Krokodyle mastrychtu | Krokodyle mastrychtu | Krokodyle mastrychtu | Krokodyle mastrychtu | Krokodyle mastrychtu |
| Takson               | Występowanie         | Miejsce              | Opis                 | Grafika              |
| -------------------- | -------------------- | -------------------- | -------------------- | -------------------- |
| - †Dyrosaurus        |                      |                      |                      |                      |
| - †Hyposaurus        |                      |                      |                      |                      |

### †Plezjozaury
| †Plezjozaury mastrychtu                             | †Plezjozaury mastrychtu | †Plezjozaury mastrychtu | †Plezjozaury mastrychtu | †Plezjozaury mastrychtu |
| Takson                                              | Występowanie            | Miejsce                 | Opis                    | Grafika                 |
| --------------------------------------------------- | ----------------------- | ----------------------- | ----------------------- | ----------------------- |
| - †Alexandronectes                                  | Nowa Zelandia           | Formacja Conway         | elasmosaur              |                         |
| - †Aristonectes                                     |                         |                         |                         |                         |
| - †Cardiocorax                                      | Angola                  | Formacja Mocuio         |                         |                         |
| - †Elasmosaurus                                     |                         |                         |                         |                         |
| - †Hydrotherosaurus 1. †Hydrotherosaurus alexandrae |                         |                         |                         |                         |
| - †Turneria                                         |                         |                         |                         |                         |

### Łuskonośne
| Łuskonośne mastrychtu                                                               | Łuskonośne mastrychtu | Łuskonośne mastrychtu | Łuskonośne mastrychtu | Łuskonośne mastrychtu |
| Takson                                                                              | Występowanie          | Miejsce               | Opis                  | Grafika               |
| ----------------------------------------------------------------------------------- | --------------------- | --------------------- | --------------------- | --------------------- |
| - †Carinodens 1. †Carinodens belgicus                                               |                       |                       | Mozazaur              |                       |
| - †Globidens                                                                        |                       |                       | Mozazaur              |                       |
| - †Goronyosaurus 1. †Goronyosaurus nigeriensis                                      |                       |                       | Mozazaur              |                       |
| - †Hainosaurus 1. †Hainosaurus bernardi 2. †Hainosaurus gaudryi                     |                       |                       | Mozazaur              |                       |
| - †Halisaurus 1. †Halisaurus platyspondylus                                         |                       |                       | Mozazaur              |                       |
| - †Igdamanosaurus 1. †Igdamanosaurus aegyptiacus                                    |                       |                       | Mozazaur              |                       |
| - †Liodon 1. †Liodon sectorius                                                      |                       |                       | Mozazaur              |                       |
| - †Mosasaurus 1. †Mosasaurus dekayi 2. †Mosasaurus hoffmanni 3. †Mosasaurus mokoroa |                       |                       | Mozazaur              |                       |
| - †Palaeophis                                                                       |                       |                       | Wąż                   |                       |
| - †Platecarpus 1. †Platecarpus bocagei                                              |                       |                       | Mozazaur              |                       |
| - †Plesiotylosaurus 1. †Plesiotylosaurus crassidens                                 |                       |                       | Mozazaur              |                       |
| - †Plotosaurus 1. †Plotosaurus tuckeri                                              |                       |                       | Mozazaur              |                       |
| - †Pluridens 1. †Pluridens walkeri                                                  |                       |                       | Mozazaur              |                       |
| - †Prognathodon 1. †Prognathodon waiparaensis                                       |                       |                       | Mozazaur              |                       |
| - †Taniwhasaurus 1. †Taniwhasaurus oweni                                            |                       |                       | Mozazaur              |                       |
| - †Tylosaurus                                                                       |                       |                       | Mozazaur              |                       |

### Żółwie
| Żółwie mastrychtu                               | Żółwie mastrychtu | Żółwie mastrychtu | Żółwie mastrychtu | Żółwie mastrychtu |
| Takson                                          | Występowanie      | Miejsce           | Opis | Grafika           |
| ----------------------------------------------- | ----------------- | ----------------- | --- | ----------------- |
| - †Dollochelys                                  |                   |                   | |                   |
| - †Peritresius                                  |                   |                   | |                   |
| - †Pneumatoarthrus 1. †Pneumatoarthrus peloreus |                   | - Kansas          | Gatunek żółwia morskiego z Kansas uznany mylnie za hadrozaura przez E.D. Cope’a. Jedyny znany obecnie gatunek Pneumatoarthrus. |                   |

### Płazy
| Płazy mastrychtu                    | Płazy mastrychtu | Płazy mastrychtu     | Płazy mastrychtu | Płazy mastrychtu |
| Takson                              | Występowanie     | Miejsce              | Opis             | Grafika          |
| ----------------------------------- | ---------------- | -------------------- | ---------------- | ---------------- |
| - †Beelzebufo - †Beelzebufo ampinga |                  | - Formacja Maevarano |                  |                  |
| - †Albanerpeton                     |                  |                      |                  |                  |

### Ryby kostnoszkieletowe
| Ryby kostnoszkieletowe mastrychtu | Ryby kostnoszkieletowe mastrychtu | Ryby kostnoszkieletowe mastrychtu | Ryby kostnoszkieletowe mastrychtu | Ryby kostnoszkieletowe mastrychtu |
| Takson                            | Występowanie                      | Miejsce                           | Opis                              | Grafika                           |
| --------------------------------- | --------------------------------- | --------------------------------- | --------------------------------- | --------------------------------- |
| - Arius                           |                                   |                                   |                                   |                                   |
| - †Congorhynchus                  |                                   |                                   |                                   |                                   |
| - †Coriops                        |                                   |                                   |                                   |                                   |
| - †Eodiaphyodus                   |                                   |                                   |                                   |                                   |
| - †Gasteroclupea                  |                                   |                                   |                                   |                                   |
| - †Goudkoffia                     |                                   |                                   |                                   |                                   |
| - †Hemilampronites                |                                   |                                   |                                   |                                   |
| - †Kankatodus                     |                                   |                                   |                                   |                                   |
| - †Natlandia                      |                                   |                                   |                                   |                                   |

### Ryby chrzęstnoszkieletowe
| Ryby chrzęstnoszkieletowe mastrychtu | Ryby chrzęstnoszkieletowe mastrychtu | Ryby chrzęstnoszkieletowe mastrychtu | Ryby chrzęstnoszkieletowe mastrychtu | Ryby chrzęstnoszkieletowe mastrychtu |
| Takson                               | Występowanie                         | Miejsce                              | Opis                                 | Grafika                              |
| ------------------------------------ | ------------------------------------ | ------------------------------------ | ------------------------------------ | ------------------------------------ |
| - †Coupatezia                        |                                      |                                      |                                      |                                      |
| - †Ctenopristis                      |                                      |                                      |                                      |                                      |
| - †Dalpiazia                         |                                      |                                      |                                      |                                      |
| - †Ganopristis                       |                                      |                                      |                                      |                                      |
| - †Gibbechinorhinus                  |                                      |                                      |                                      |                                      |
| - †Igdabatis                         |                                      |                                      |                                      |                                      |
| - †Microetmopterus                   |                                      |                                      |                                      |                                      |
| - †Paraginglymostoma                 |                                      |                                      |                                      |                                      |
| - †Parasquatina                      |                                      |                                      |                                      |                                      |
| - †Proetmopterus                     |                                      |                                      |                                      |                                      |
| - †Pucabatis                         |                                      |                                      |                                      |                                      |
| - †Pucapristis                       |                                      |                                      |                                      |                                      |
| - Raja                               |                                      |                                      |                                      |                                      |
| - †Rhombodus                         |                                      |                                      |                                      |                                      |
| - †Schizorhiza                       |                                      |                                      |                                      |                                      |

## Flora
- Metasequoia